# Джуд Беллінгем
Джуд Беллінгем (англ. Jude Bellingham, нар. 29 червня 2003, Стаурбридж) — англійський футболіст, півзахисник іспанського клубу «Реал Мадрид» та збірної Англії.

## Клубна кар'єра
Народився 29 червня 2003 року в місті Стаурбридж. Вихованець футбольної школи клубу «Бірмінгем Сіті», в якій навчався з 8 років.
Дебютував за основну команду 6 серпня 2019 року в матчі Кубка англійської ліги з «Портсмутом» у віці 16 років і 38 днів, ставши наймолодшим дебютантом в історії бірмінгемського клубу, а вже 25 серпня провів свій перший матч у Чемпіоншипі. Беллінгем відкрив рахунок своїм голам 31 серпня в матчі зі «Сток Сіті», ставши також і наймолодшим автором голу в історії клубу у віці 16 років і 63 днів.
Поступово футболіст став гравцем стартового складу і своєю грою допоміг «Бірмінгему» зберегти місце в Чемпіоншипі. Всього ж Беллінгем зіграв за англійський клуб 44 матчі, в яких відзначився 4 рази. Керівництво клубу було так вражене грою юного півзахисника, що після того, як стало відомо, що Беллінгем покине «Бірмінгем» після закінчення сезону, закріпило 22 номер за гравцем.
У середині сезону 2019/20 про інтерес до гравця оголосили дортмундська «Боруссія», а також англійські клуби «Челсі» і «Манчестер Юнайтед». Колишній тренер «червоних дияволів» Алекс Фергюсон навіть провів для Беллінгема екскурсію по тренувальній базі клубу в Каррінгтоні. Однак 20 липня футболіст перейшов до дортмундського клубу за 23 млн євро, ставши найдорожчим 17-річним гравцем в історії футболу. Беллінгем взяв собі 22 номер, під яким виступав у «Бірмінгемі».
Дебютував за дортмундський клуб 14 вересня 2020 року в матчі Кубка Німеччини проти «Дуйсбурга» і в цьому ж матчі відкрив рахунок своїм голам за "Боруссію", ставши наймолодшим автором голу в історії клубу у віці 17 років і 77 днів. Через 5 днів, 19 вересня, дебютував у Бундеслізі, вийшовши в стартовому складі проти менхенгладбаської «Боруссії» і відзначившись гольовою передачею. Станом на 22 січня 2021 року відіграв за дортмундський клуб 15 матчів в національному чемпіонаті.
14 червня 2023 року підписав шестирічний контракт з іспанським клубом «Реал Мадрид».

## Виступи за збірні
2016 року дебютував у складі юнацької збірної Англії (U-15), був капітаном збірних до 15, 16 і 17 років. 
У 2019 році у складі збірної Англії до 17 років брав участь у товариському турнірі Syrenka Cup, який його збірна виграла, а сам Беллінгем став найкращим гравцем турніру. Загалом на юнацькому рівні взяв участь у 22 іграх, відзначившись 6 забитими голами.
З 2020 року залучався до складу молодіжної збірної Англії. На молодіжному рівні зіграв у 4 офіційних матчах, забив 1 гол.
13 листопада 2020 року дебютував в офіційних іграх у складі національної збірної Англії у товариському матчі проти Ірландії, замінивши на 73 хвилині Мейсона Маунта. Беллінгем став третім наймолодшим дебютантом збірної у віці 17 років і 136 днів; лише Тео Волкотт і Вейн Руні з'явилися на полі в молодшому віці.

## Статистика виступів

### Статистика клубних виступів
| Сезон                           | Команда                         | Чемпіонат                       | Чемпіонат | Чемпіонат | Національний кубок | Національний кубок | Національний кубок | Континентальні кубки | Континентальні кубки | Континентальні кубки | Інші змагання | Інші змагання | Інші змагання | Усього | Усього |
| Сезон                           | Команда                         | Ліга                            | Ігор      | Голів     | Ліга               | Ігор               | Голів              | Ліга                 | Ігор                 | Голів                | Ліга          | Ігор          | Голів         | Ігор   | Голів  |
| ------------------------------- | ------------------------------- | ------------------------------- | --------- | --------- | ------------------ | ------------------ | ------------------ | -------------------- | -------------------- | -------------------- | ------------- | ------------- | ------------- | ------ | ------ |
| 2019–20                         | «Бірмінгем Сіті»                | ЧФЛ                             | 41        | 4         | КА+КЛ              | 3+0                | 0                  | -                    | -                    | -                    | -             | -             | -             | 44     | 4      |
| 2020–21                         | «Боруссія» (Дортмунд)           | БЛ                              | 29        | 1         | КН                 | 6                  | 2                  | ЛЧ                   | 10                   | 1                    | СН            | 1             | 0             | 46     | 4      |
| 2021–22                         | «Боруссія» (Дортмунд)           | БЛ                              | 32        | 3         | КН                 | 3                  | 0                  | ЛЧ+ЛЄ                | 6+2                  | 1+2                  | СН            | 1             | 0             | 44     | 6      |
| 2022–23                         | «Боруссія» (Дортмунд)           | БЛ                              | 15        | 3         | КН                 | 2                  | 2                  | ЛЧ                   | 5                    | 4                    | -             | -             | -             | 22     | 9      |
| Усього за «Боруссію» (Дортмунд) | Усього за «Боруссію» (Дортмунд) | Усього за «Боруссію» (Дортмунд) | 76        | 7         |                    | 11                 | 4                  |                      | 23                   | 8                    |               | 2             | 0             | 112    | 19     |
| 2023-24                         | Реал Мадрид                     | ЛЛ                              | 28        | 19        |                    | 1                  | 0                  | ЛЧ                   | 11                   | 4                    |               | 2             | 0             | 42     | 23     |
| Усього за кар'єру               | Усього за кар'єру               | Усього за кар'єру               | 145       | 30        |                    | 15                 | 4                  |                      | 23                   | 8                    |               | 2             | 0             | 200    | 46     |